# Hyperolius viridis
Hyperolius viridis là một loài ếch thuộc họ Hyperoliidae.
Loài này có ở Tanzania, có thể cả Cộng hòa Dân chủ Congo, có thể cả Malawi, và có thể cả Zambia.
Môi trường sống tự nhiên của chúng là đồng cỏ nhiệt đới hoặc cận nhiệt đới vùng ngập nước hoặc lụt theo mùa, đồng cỏ nhiệt đới hoặc cận nhiệt đới vùng đất cao, và đầm nước ngọt có nước theo mùa.
Chúng hiện đang bị đe dọa vì mất môi trường sống.